# The Cox Family
The Cox Family is een Amerikaanse bluegrass-familieband uit Cotton Valley in het noordwesten van Louisiana. Het typische geluid van de band komt uit een mix van country, bluegrass en gospelmuziek.

## Bezetting
- Evelyn Cox[5] (* 20 juni 1959) (gitaar, zang)
- Lynn Cox[6] (* 11 oktober 1960) (contrabas, zang)
- Sidney Cox[7] (* 21 juli 1965) (5-snarige banjo, dobro, gitaar, zang)
- Suzanne Cox[8] (* 5 juni 1967) (mandoline, zang)
- Willard Cox[9] (* 9 juni 1937) (viool, zang)
- Greg Underwood (bas, zang)

## Geschiedenis
De familie begon in 1976 met regelmatige optredens op feestelijke evenementen (op Beyond the City hoor je al een opname van een optreden uit 1974). Hun carrière kreeg een grote boost toen ze halverwege de jaren 1990 Alison Krauss ontmoetten, wat Rounder Records onder hun aandacht bracht. Ze werden bekend bij een breder publiek toen Adam Duritz, zanger van de met platina onderscheiden Counting Crows, hun hoorde en zo onder de indruk was dat hij hun vroeg als voorprogramma bij hun Noord-Amerikaanse tournee.
Alison Krauss, die alle albums van de familie heeft geproduceerd, behalve de eerste, nam zelf enkele van Sidney's nummers op, zoals het titelnummer van haar album I've Got That Old Feeling. De familie Cox nam twee van hun eigen albums op bij Rounder Records na hun debuut bij Wilcox Records: Everybody's Reaching Out for Someone (1993) en Beyond the City (1995), wat hen een Grammy Award-nominatie opleverde voor «Best Bluegrass Album». Het album I Know Who Holds Tomorrow, dat in 1997 de Grammy won voor «Best Country/Gospel/Bluegrass Album», werd samen met Alison Krauss opgenomen. Ze delen nog een Grammy met de andere muzikanten van de compilatie Amazing Grace: A Country Salute to Gospel. In 1996 gingen ze naar Asylum Records, dat behoort tot de Warner Music Group. Na twee nummers voor de film O Brother, Where Art Thou? van de Coen Brothers kregen ze een zware klap te verwerken door een auto-ongeluk, waarbij Willard Cox en zijn vrouw Marie ernstig gewond waren geraakt.

## Discografie
- ????: Quiet Storm (Wilcox Records)
- 1993: Everybody's Reaching Out For Someone (Rounder Records)
- 1994: I Know Who Holds Tomorrow (Rounder Records)
- 1995: Beyond the City (Rounder Records)
- 1996: Just When We're Thinking It's Over (Asylum Records)